# Acronicta distincta
Acronicta distincta là một loài bướm đêm trong họ Noctuidae.